# Tohkuning
Tohkuning is een bestuurslaag in het regentschap Karanganyar van de provincie Midden-Java, Indonesië. Tohkuning telt 4741 inwoners (volkstelling 2010).